# Георг Зигмунд Фридрих фон Залбург
Георг Зигмунд Фридрих фон Залбург (на немски: Georg Sigmund Friedrich von Salburg; * ок. 1600; † 8 май 1669) е благородник от род Залбург от Горна Австрия, граф от 1665 г. на Залбург в Долна Австрия, фрайхер на Фалкенщайн и Ранаридл (над Дунав), създава линията „цу Ридау и Айхберг“.

## Произход
Той е син на фрайхер Хайнрих фон Залбург (1544 – 1629) и втората му съпруга Юдит фон Фрайзинг (* ок. 1550), дъщеря на Кристоф фон Фрайзинг и Айхах цу Марцол и Маргерета фон Аурберг. Полубрат му фрайхер Готфрид фон Залбург (1576 – 1633) е императорски кемерер и съветник на дворцовата камера, създава „линията Ранаригл; Фалкенщайн, Хоххауз и Алтенхоф“.
Баща му Хайнрих фон Залбург получава през 1591 г. Ранаридл (над Дунав) и през 1605 г. купува Фалкенщайн. Родът е издигнат 1605 г. на фрайхер. Георг Зигмунд Фридрих фон Залбург е издигнат в Залцбург на граф на 3 ноември 1665 г.

## Фамилия
Първи брак: на 21 декември 1622 г. с фрайин Барбара фон Харах-Рорау (1589 – 1634), дъщеря на фрайхер Леонхард V фон Харах-Рорау (1542 – 1597) и графиня Анна фон Ортенбург-Саламанка († 1602). Бракът е бездетен.
Втори брак: на 2 септември 1635 г. с фрайин Сидония Елизабет фон Шерфенберг (* 19 ноември 1614; † 1699), дъщеря на Готхард фон Шерфенберг (1584 – 1634) и Анна Сузана фон Килмансег (1596 – 1642). Те имат син и дъщеря:
- Анна Юдит фон Залбург († 25 декември 1668), омъжена на 4 юли 1657 г. за граф Кристоф Леополд фон Тюрхайм (* 10 декември 1629; † 9 август 1689)
- Готхард Хайнрих фон Залбург (* 29 октомври 1639, Линц; † 30 юли 1707, Виена), граф на Залбург и фрайхер на Фалкенщайн и Ранаридл, таен съветник и президент на дворцовата камера, женен I. на 17 март 1657 г. за графиня Мария Йохана Барбара Поликсена фон Алтхан (* сл. 1642; † 3 септември 1670), II. на 6 януари 1698 г. във Виена за графиня Анна Мария Каролина Елизабет фон Фюнфкирхен (* сл. 1676, Виена; † 21 юли 1711, Виена); има общо две дъщери

## Галерия
- Гербът на род фон Залбург
- Дворец Залаберг
- Дворец Фалкенщайн (днес руина)
- Дворец Ранаридл